# Sindh Museum
Das Sindh Museum (Urdu سندھ میوزیم) ist ein Museum in Hyderabad, Sindh, Pakistan. Das Museum wurde 1971 gegründet. Die Aufgabe ist das Sammeln, Erhalten, Studieren und Vermitteln der Aufzeichnungen  der kulturellen Geschichte des Sindh. Gelegentlich werden dort kulturelle Märkte abgehalten.

## Sammlung
Das Museum zeigt de Geschichte und das Erbe des Sindh und der Indus-Kultur. Gegenstände aus verschiedenen Perioden, unter anderem der Samma- (سمن جو راڄ‎‎), Soomra- (سومرن جو خاندان‎‎), Kalhora- (ڪلهوڙو‎) und Talpur- (ٽالپرن جو قبيلو, Balochi: تالپورء اۏبادگ‎) Perioden werden ausgestellt. Das Museum zegt auch das alltägliche Leben in den Dörfern des Sindh.
Das Museum ist in zwei Abteilungen unterteilt: eine Galerie und einen Freiluftbereich.

## Galerie

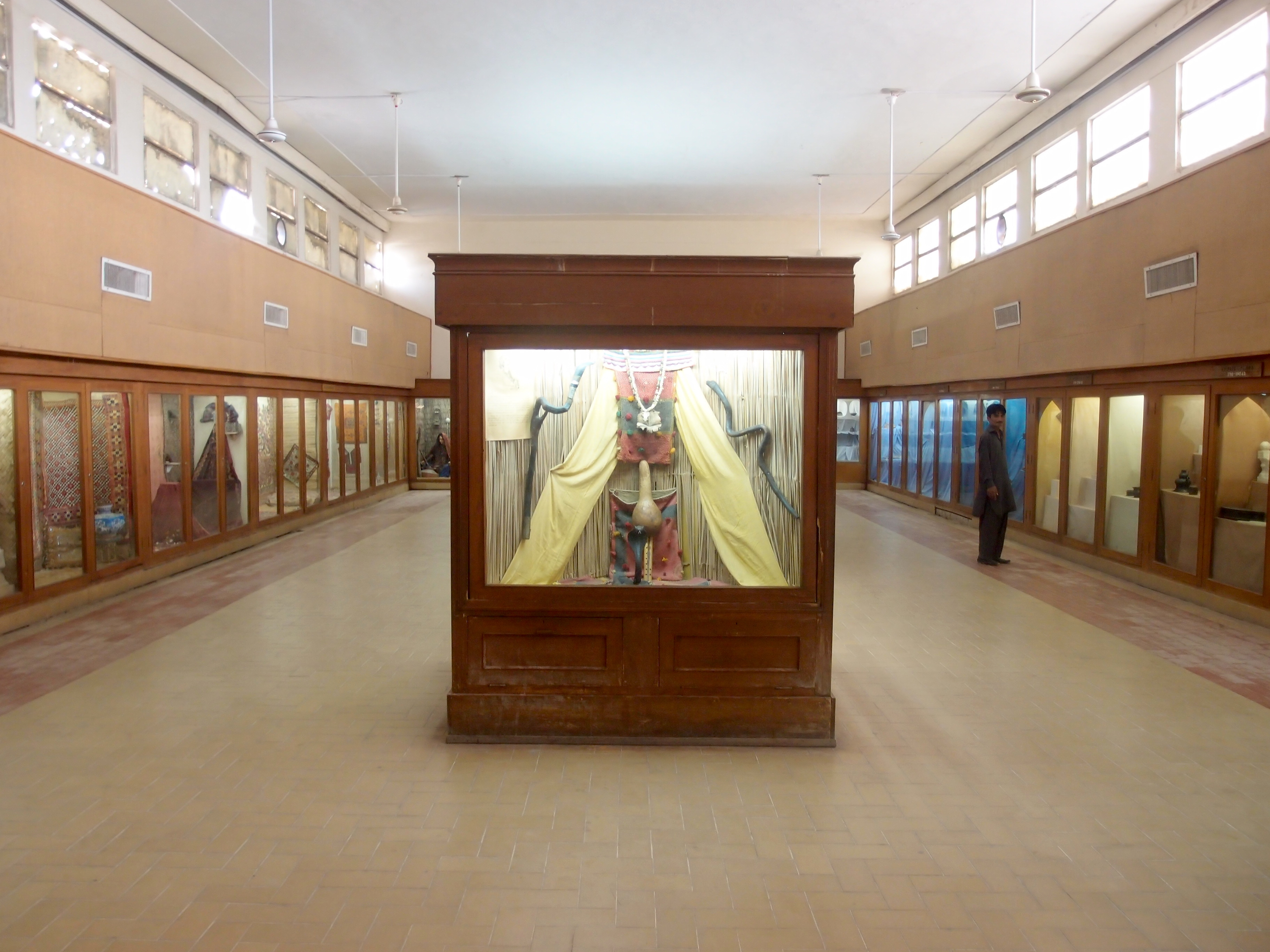
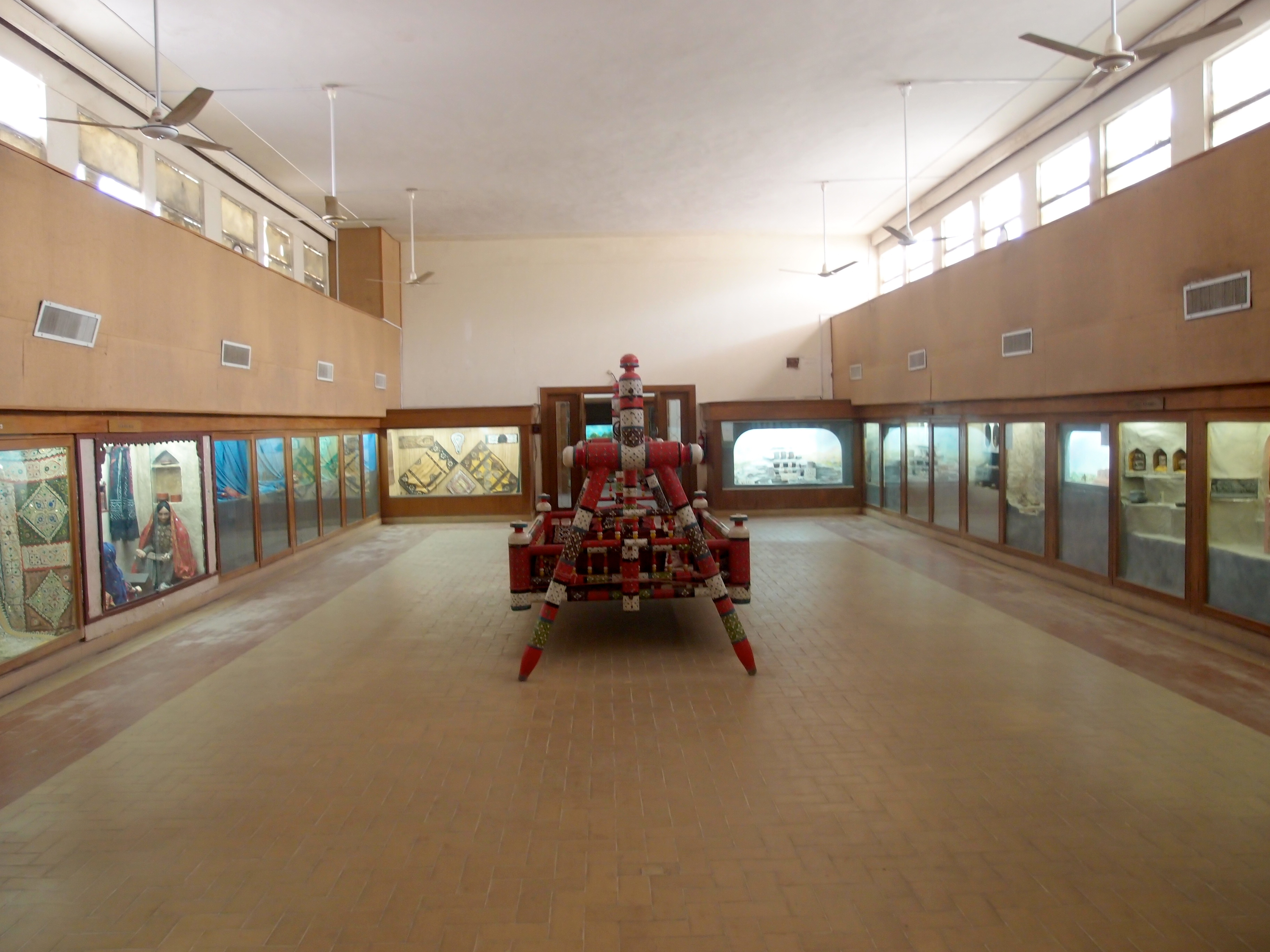
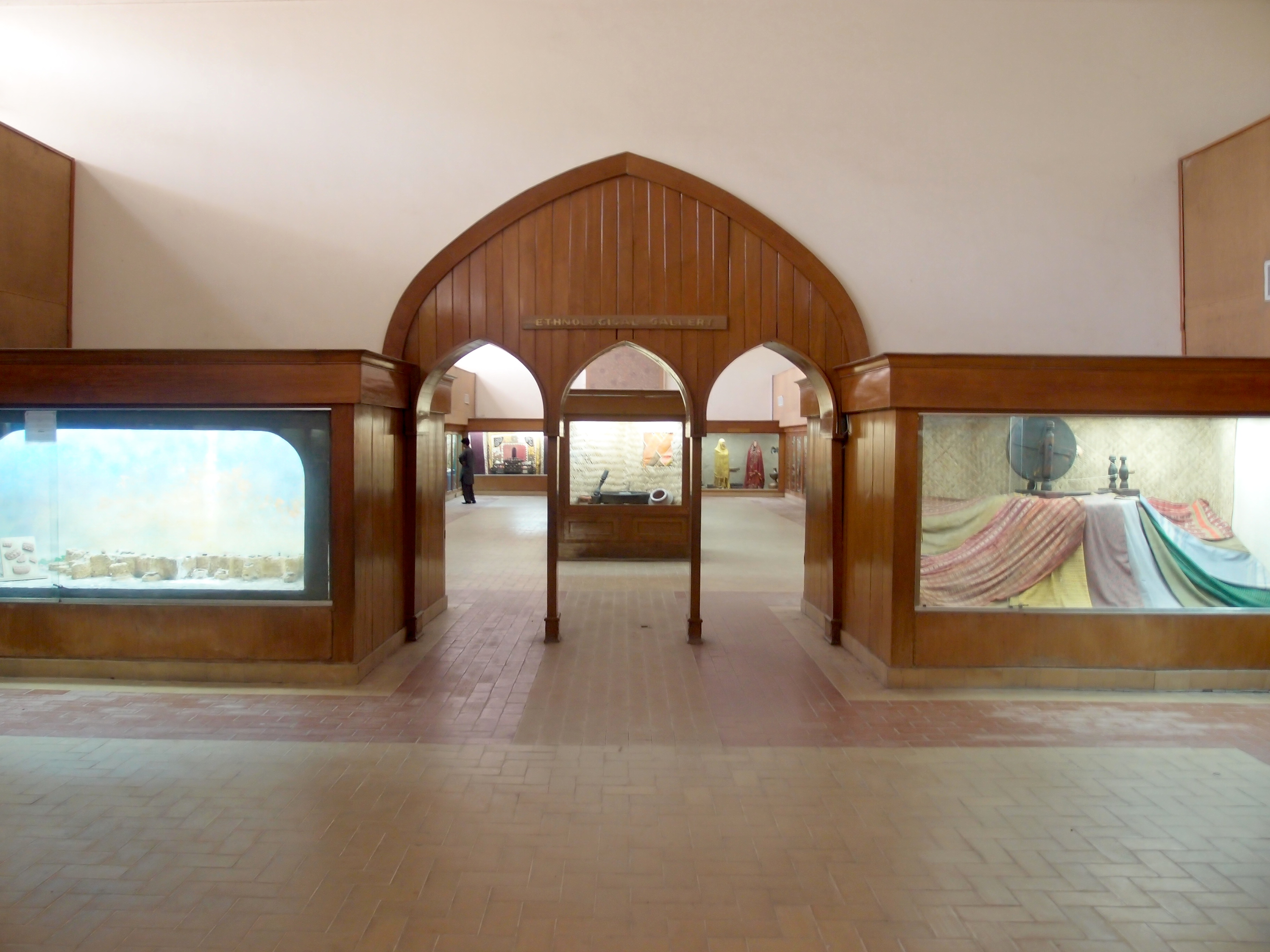
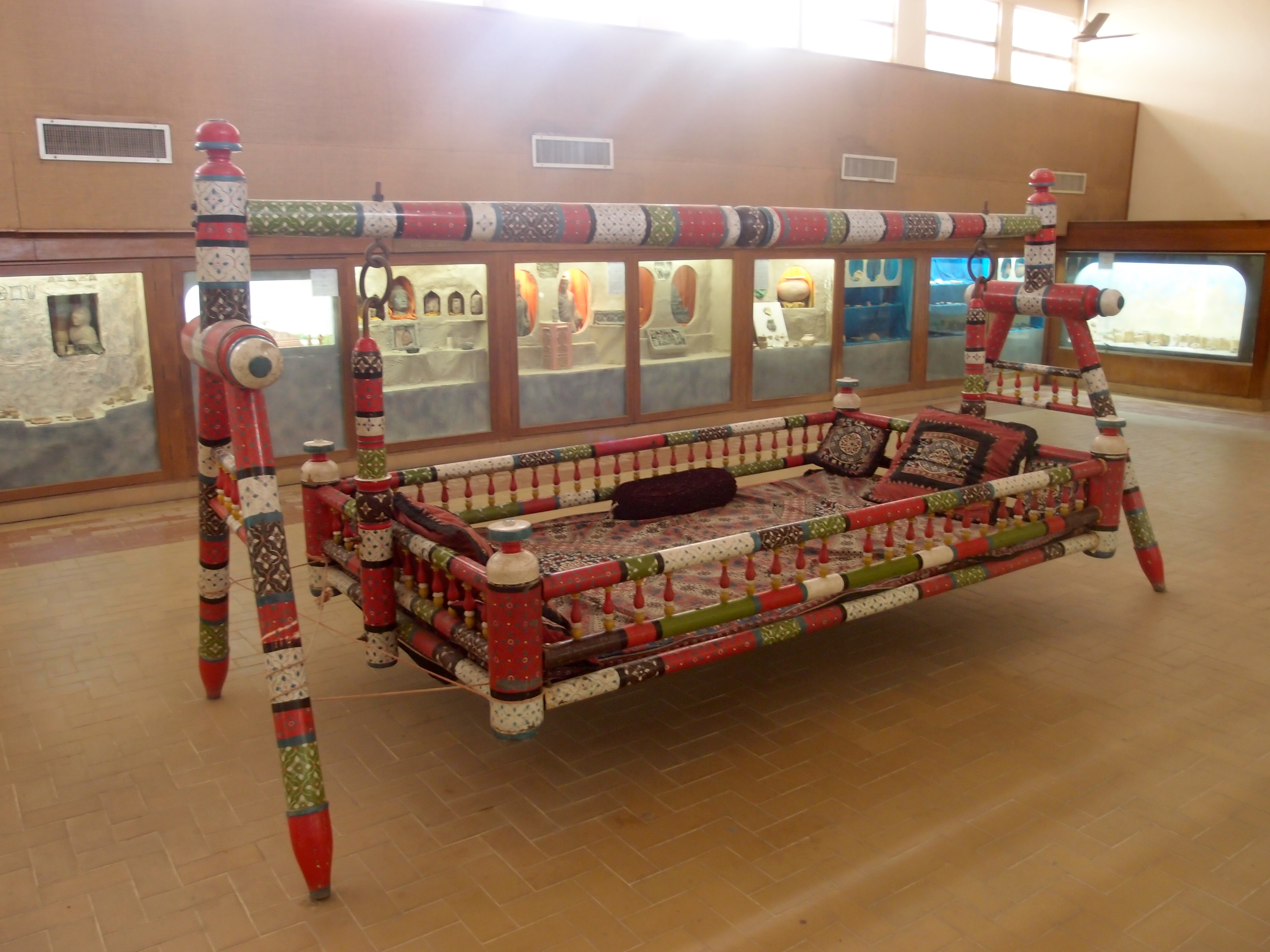